# Rex, le roi de la fête
 (juillet 2025).
Pour plus de détails, voir Fiche technique et Distribution.
Rex, le roi de la fête est un court-métrage d'animation américain des studios Pixar réalisé par Mark Walsh, sorti en 2012. Il est associé aux longs métrages de la série des Toy Story.

## Synopsis
La précaution de Rex, un jouet en forme de tyrannosaure, vient souvent gâcher le plaisir de ses amis, les autres jouets présents dans la même chambre. Il est alors l'objet de leurs moqueries.
À l'heure du bain, Bonnie, la fille à qui les jouets appartiennent, vient prendre Rex pour s'amuser avec lui dans le bain. Lorsqu'elle a fini, elle part en laissant Rex avec les autres jouets du bain. Ils s'amusent jusqu'à ce que l'eau du bain soit totalement évacué : sans bras ni jambes, ils ne peuvent plus se mouvoir.
Rex, décidé à se faire passer pour un fêtard, remet le bouchon de baignoire et laisse couler l'eau. La fête recommence. Lorsque le niveau du trop-plein est atteint, Rex le bouche, ce qui permet au niveau d'eau de continuer de monter à la grande joie des participants. Lorsque Rex comprend que la maison va être inondée, il se précipite vers le robinet pour couper l'eau, mais tournant le bouton dans le mauvais sens, celui-ci se détache. La baignoire se met à déborder.
De retour dans la chambre, monsieur Patate ne croit pas à la popularité de Rex au sein des jouets de la salle de bain. Un jouet de piscine vient lui demander de l'aide pour faire la fête à leur tour. Rex les rejoint alors et ouvre le robinet d'eau extérieur.

## Fiche technique
- Titre : Rex, le roi de la fête
- Titre original : Partysaurus Rex
- Réalisation : Mark Walsh
- Scénario : Mark Walsh et John Lasseter
- Musique : Brian Wayne Transeau
- Montage : Axel Geddes
- Animation : Michael Galbraith, Eric Luhta et Royce Wesley
- Producteur : Kimberly Adams et John Lasseter
- Production : Pixar Animation Studios et Walt Disney Pictures
- Distribution : Walt Disney Motion Pictures
- Format : couleurs
- Durée : 7 minutes
- Date de sortie :
  -  États-Unis : 14 septembre 2012
  -  France : 16 janvier 2013

## Distribution

### Voix originales
- Wallace Shawn : Rex
- Tom Hanks : Woody
- Tim Allen : Buzz l'éclair
- Corey Burton : Capitaine Suds
- Tony Cox : Chuck E. Duck
- Don Fullilove : Chuck E. Duck
- Emily Hahn : Bonnie
- Don Rickles : M. Patate
- Estelle Harris : Mme Patate
- Lori Alan : la mère de Bonnie
- John Ratzenberger : Bayonne
- Mark Walsh : Drips
- Timothy Dalton : Labrosse
- Joan Cusack : Jessie
- Sherry Lynn : Cuddles l'alligator
- Lori Richardson : Babs la pieuvre

### Voix françaises
- Henri Guybet : Rex
- Jean-Philippe Puymartin : Woody
- Xavier Fagnon : Buzz l'éclair
- Philippe Catoire : Capitaine Mousse
- Serge Faliu : Ducky
- Ambre Foubert : Bonnie
- Philippe Ariotti : monsieur Patate
- Michelle Bardollet : madame Patate
- Patrick Préjean : Bayonne
- Jean-Pierre Michaël : Labrosse
- Rafaele Moutier : mere de Bonnie
- Barbara Tissier : Jessie

### Voix québécoises
- François Sasseville : Rex
- Alain Zouvi : Woody
- Daniel Picard : Buzz Lightyear
- Jean-François Blanchard : Capitaine Mousse
- Gilbert Lachance : Chuck Duck
- Catherine Préfontaine : Bonnie
- Louis-Georges Girard : monsieur Patate
- Mireille Thibault : madame Patate
- Aline Pinsonneault : la mère de Bonnie
- Benoît Rousseau : Hamm